# Calio
Calio és una població dels Estats Units a l'estat de Dakota del Nord. Segons el cens del 2000 tenia 24 habitants.

## Demografia
Segons el cens del 2000, Calio tenia 24 habitants, 9 habitatges, i 6 famílies. La densitat de població era d'1,1 hab./km².
Dels 9 habitatges en un 22,2% hi vivien nens de menys de 18 anys, en un 55,6% hi vivien parelles casades, en un 0% dones solteres, i en un 33,3% no eren unitats familiars. En el 33,3% dels habitatges hi vivien persones soles l'11,1% de les quals corresponia a persones de 65 anys o més que vivien soles. El nombre mitjà de persones vivint en cada habitatge era de 2,67 i el nombre mitjà de persones que vivien en cada família era de 3,5.
Per edats la població es repartia de la següent manera: un 37,5% tenia menys de 18 anys, un 0% entre 18 i 24, un 25% entre 25 i 44, un 29,2% de 45 a 60 i un 8,3% 65 anys o més.
L'edat mediana era de 35 anys. Per cada 100 dones de 18 o més anys hi havia 87,5 homes.
La renda mediana per habitatge era d'11.875 $ i la renda mediana per família de 12.917 $. Els homes tenien una renda mediana de 12.917 $ mentre que les dones 0 $. La renda per capita de la població era de 3.711 $. Entorn del 40% de les famílies i el 61,1% de la població estaven per davall del llindar de pobresa.

## Poblacions més properes
El següent diagrama mostra les poblacions més properes.